# Мікаель Дюрестам
Мікаель Бертіл Дюрестам (швед. Mikael Bertil Dyrestam, нар. 10 грудня 1991, Гетеборг, Швеція) — гвінейський футболіст, центральний захисник норвезького клубу «Сарпсборг 08» та національної збірної Гвінеї.

## Клубна кар'єра
Мікаель Дюрестам народився у Швеції у Гетеборзі в родині вихідців з Гвінеї. З 1999 року він почав займатися футболом в академії місцевого однойменного клуба. Після закінчення футбольної школи Дюрестам у 2009 році приєднався до першої команди. Провів в команді чотири сезони, вигравши при цьому національний кубок Швеції. Влітку 2013 року після завершення його контракту Дюрестам залишив клуб. У лютому 2014 року з'явилася інформація про можливий перехід Дюрестама до англійського «Болтон Вондерерз». Але в результаті футболіст опинився в норвезькому клубі «Олесунн». Травма затримала дебют гравця в новій команді і свій перший матч у складі «Олесунна» Мікаель провів у червні 2014 року.
Після цього ще були виступи футболіста в чемпіонатах Нідерландів, Швеції та Греції. Врешті у 2020 році Дюрестам повернувся до Норвегії, де приєднався до клубу «Сарпсборг 08».

## Збірна
Свою міжнародну кар'єру Мікаель Дюрестам починав виступами у юнацькій та молодіжній збірних Швеції. У 2012 році навіть провів дві товариські гри у національній збірній Швеції. Але у 2019 році футболіст вирішив прийняти пропозицію від гвінейської федерації футболу і розпочав свої виступи за національну збірну Гвінеї.

## Досягнення
Гетеборг
 Переможець Кубка Швеції: 2012/13